# Scirocco-Powell
Scirocco Powell Racing Cars var en brittisk tillverkare av tävlingsbilar med ett formel 1-stall som tävlade mellan 1963 och 1964.

## Historik
Den amerikanske racerföraren Tony Settember och hans finansiär Hugh Powell hade köpt in sig i Emeryson i slutet av 1961. När Paul Emery lämnade företaget ett år senare drev Settember och Powell verksamheten vidare under nytt namn och med en vidareutveckling av Emerysons bil med motor från BRM. 
Efter en misslyckad säsong lades verksamheten ned. Resterna såldes till belgaren André Pilette som tävlade under 1964 under namnet Equipe Scirocco Belge.

## F1-säsonger
| Säsong | Tävlingsnamn          | Bil                | Motor                  | Poäng | Förare 1      | Förare 2       |
| ------ | --------------------- | ------------------ | ---------------------- | ----- | ------------- | -------------- |
| 1963   | Scirocco Racing Cars  | Scirocco-Powell SP | BRM 1.5 V8             | 0     | Ian Burgess   | Tony Settember |
| 1964   | Equipe Scirocco Belge | Scirocco-Powell SP | Coventry Climax 1.5 V8 | 0     | André Pilette |                |